# 臺灣府淡水廳鹿仔港巡檢
台灣府淡水廳鹿仔港巡檢隸屬於台灣道之台灣府，為台灣清治時期的重要地方官員，專司負責中台灣地區的內政，實為駐守於鹿港，並為中台灣的地方父母官。自1816年起（嘉慶二十一年）改制為台灣府淡水廳大甲溪巡檢。